# Phyllosphingia dissimilis
Phyllosphingia dissimilis is een vlinder uit de familie van de pijlstaarten (Sphingidae). De wetenschappelijke naam van de soort werd in 1861 gepubliceerd door Otto Vasilievich Bremer.

## Beschrijving

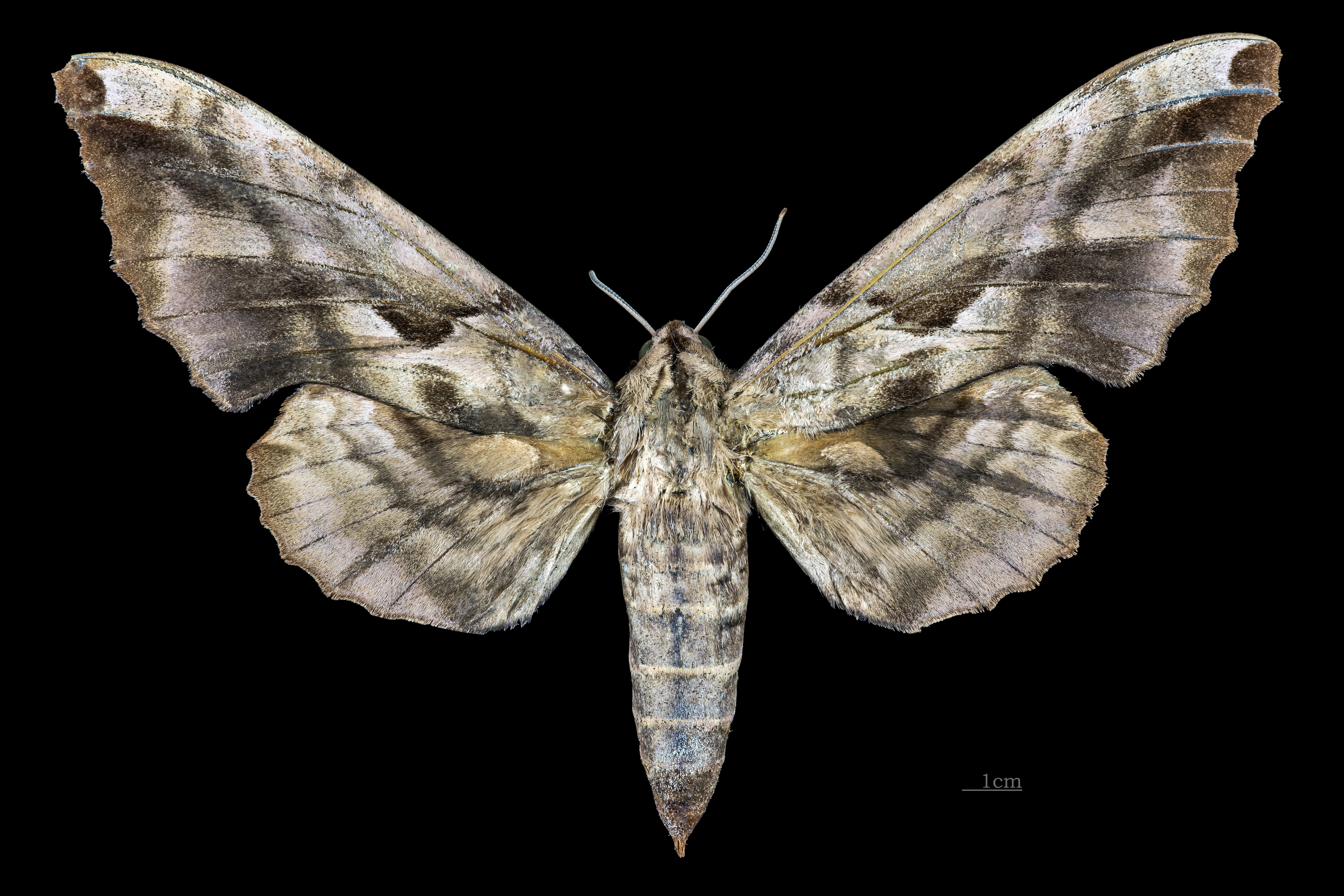
P. d. dissimilis  ♀
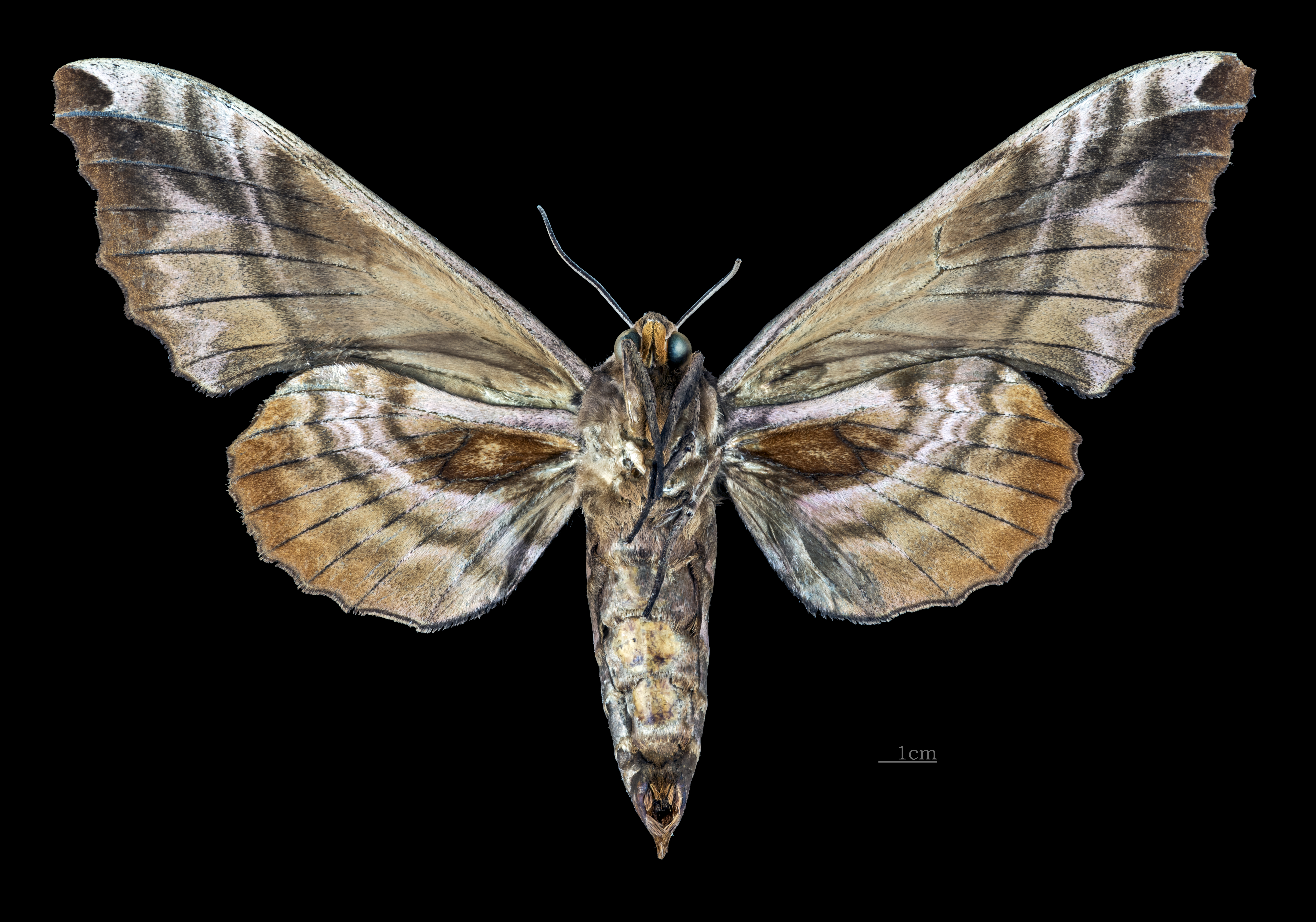
P. d. dissimilis ♀ △